# ال پونتون
ال پونتون (به اسپانیایی: El Pontón) یک منطقهٔ مسکونی در اسپانیا است که در رکونا (والنسیا) واقع شده‌است. ال پونتون ۳۷۸ نفر جمعیت دارد.